# Villebernier
Villebernier est une commune française située dans le département de Maine-et-Loire, en région Pays de la Loire.

## Géographie

### Localisation

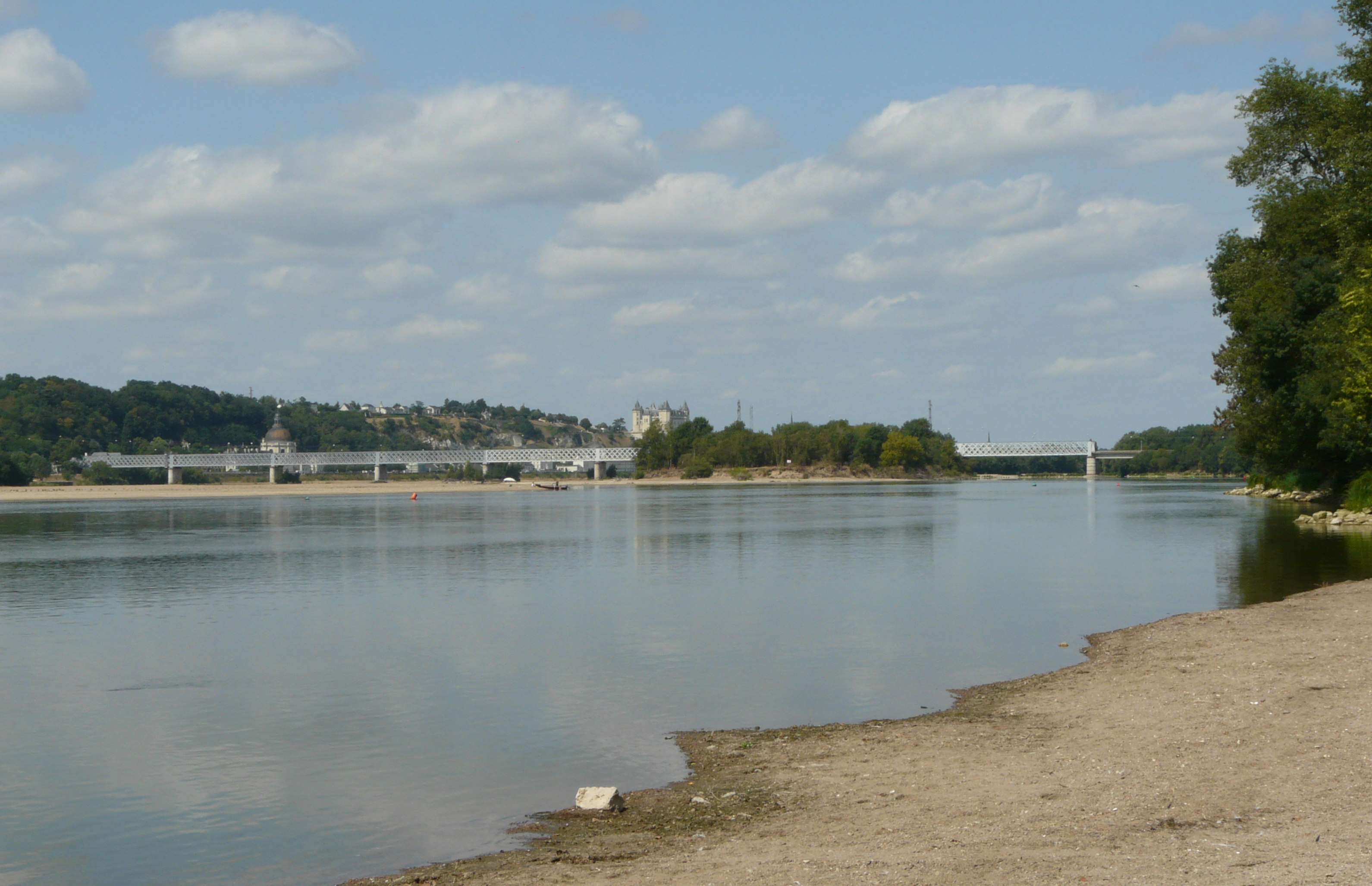
La Loire depuis les berges de Villebernier, avec au fond le château de Saumur.

Commune angevine implantée sur la rive nord de la Loire, Villebernier est située entre Angers et Tours, et est à proximité d'Allonnes, Varennes-sur-Loire et Saint-Lambert-des-Levées.
Partagée entre le Baugeois et le Saumurois, cette commune ligérienne s'étire sur les bords de la Loire. Pour s'en protéger, les habitants de la vallée bâtirent au fil des siècles une levée de terre qui borde tout au long le territoire. L'Authion, affluent du grand fleuve, irrigue aussi ses terres maraîchères.

### Climat
Pour des articles plus généraux, voir Climat des Pays de la Loire et Climat de Maine-et-Loire.
En 2010, le climat de la commune est de type climat océanique altéré, selon une étude du CNRS s'appuyant sur une série de données couvrant la période 1971-2000. En 2020, Météo-France publie une typologie des climats de la France métropolitaine dans laquelle la commune est exposée à un climat océanique et est dans la région climatique Moyenne vallée de la Loire, caractérisée par une bonne insolation (1 850 h/an) et un été peu pluvieux.
Pour la période 1971-2000, la température annuelle moyenne est de 11,9 °C, avec une amplitude thermique annuelle de 14,2 °C. Le cumul annuel moyen de précipitations est de 611 mm, avec 11 jours de précipitations en janvier et 6 jours en juillet. Pour la période 1991-2020, la température moyenne annuelle observée sur la station météorologique de Météo-France la plus proche, sur la commune de Saint-Nicolas-de-Bourgueil à 12 km à vol d'oiseau, est de 12,5 °C et le cumul annuel moyen de précipitations est de 612,8 mm,. Pour l'avenir, les paramètres climatiques de la commune estimés pour 2050 selon différents scénarios d'émission de gaz à effet de serre sont consultables sur un site dédié publié par Météo-France en novembre 2022.

## Urbanisme

### Typologie
Au 1er janvier 2024, Villebernier est catégorisée commune rurale à habitat dispersé, selon la nouvelle grille communale de densité à sept niveaux définie par l'Insee en 2022.
Elle appartient à l'unité urbaine de Saumur, une agglomération intra-départementale regroupant cinq  communes, dont elle est une commune de la banlieue,,. Par ailleurs la commune fait partie de l'aire d'attraction de Saumur, dont elle est une commune de la couronne,. Cette aire, qui regroupe 31 communes, est catégorisée dans les aires de 50 000 à moins de 200 000 habitants,.

### Occupation des sols
L'occupation des sols de la commune, telle qu'elle ressort de la base de données européenne d’occupation biophysique des sols Corine Land Cover (CLC), est marquée par l'importance des territoires agricoles (89,2 % en 2018), une proportion sensiblement équivalente à celle de 1990 (89,8 %). La répartition détaillée en 2018 est la suivante : 
zones agricoles hétérogènes (60,5 %), terres arables (23,3 %), prairies (5,5 %), eaux continentales (5,4 %), zones urbanisées (4,8 %), espaces ouverts, sans ou avec peu de végétation (0,5 %). L'évolution de l’occupation des sols de la commune et de ses infrastructures peut être observée sur les différentes représentations cartographiques du territoire : la carte de Cassini (XVIIIe siècle), la carte d'état-major (1820-1866) et les cartes ou photos aériennes de l'IGN pour la période actuelle (1950 à aujourd'hui).

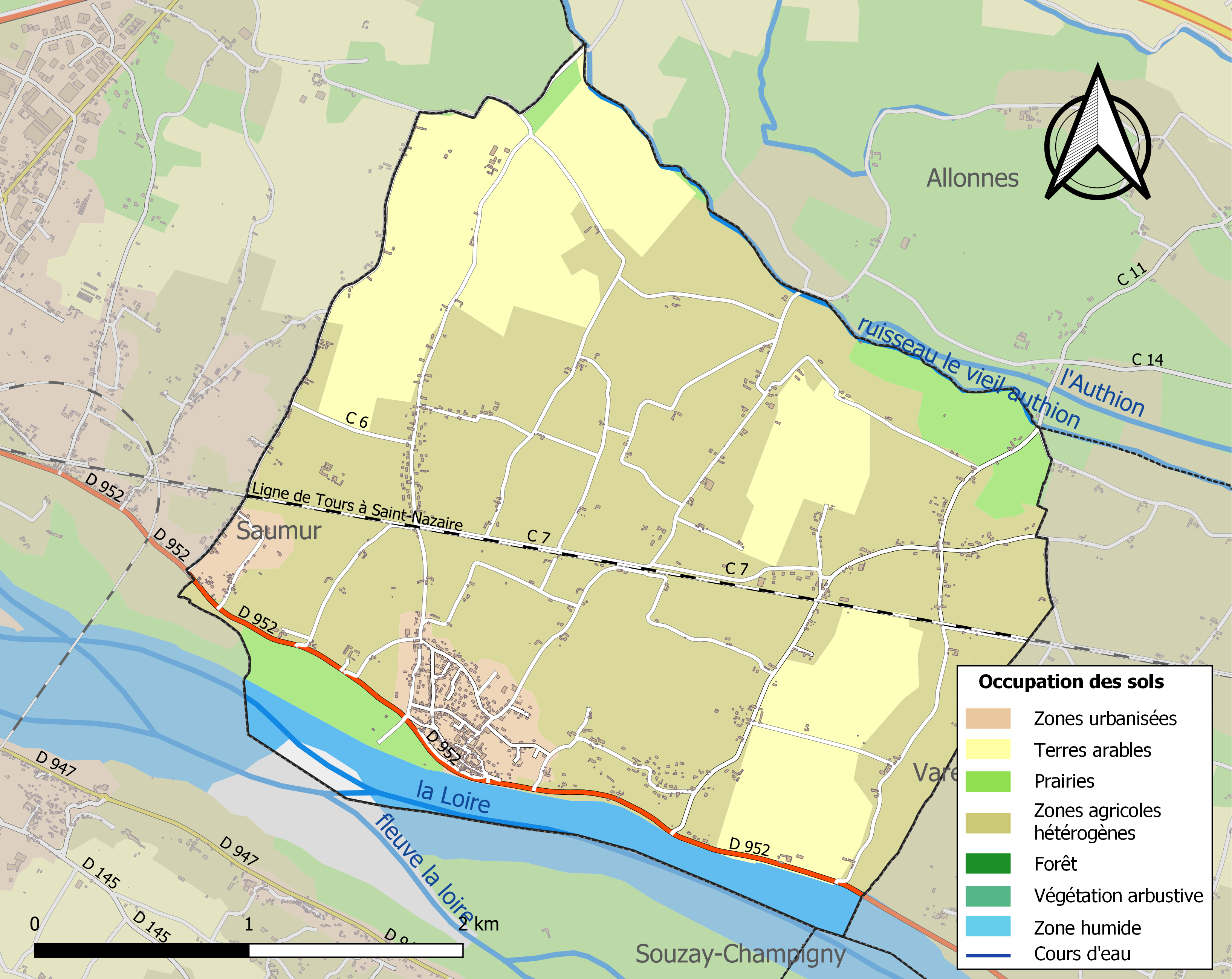
Carte des infrastructures et de l'occupation des sols de la commune en 2018 (CLC).

## Toponymie et héraldique

### Toponymie
Eccelsia de Villa Bernone en 1154, Majoria Ville Bernonis en 1164 et 1196, Vile Bernier en 1274.

### Héraldique
| Blason de Villebernier | Blason  | Les armes de Villebernier se blasonnent ainsi : Coupé : au 1er d'azur à un château flanqué de deux tours couvert d'argent accosté en chef d'une croix patriarcale de sable bordée d'or à dextre et d'une fleur de lis du même à senestre, au 2e d'or maçonné de sable, à une gabare (bateau fluvial) de sable voguant sur une champagne ondée d'azur, les voiles ferlées d'argent, et au pavillon d'or brochant sur la partition. |
| Blason de Villebernier | Détails | Le statut officiel du blason reste à déterminer. |

## Histoire
Le village appartient dès avant le XIe siècle au chapitre de l'église Saint-Maimboeuf d'Angers. L'église romane, installée sur un monticule insubmersible, date de cette époque,,.
Le château de Launay est acquis au XVe siècle par le roi René, qui le fait reconstruire,.
Au milieu du XIXe siècle, la chapelle Notre-Dame-des-Eaux est édifiée à la suite de la crue de la Loire. Une cale et un petit port sont installés en amont du bourg, à l'extrémité d'une pointe de terre qui formait autrefois l'île Saint-Mainbeuf.

## Politique et administration

### Administration municipale
| Période                                  | Période                     | Identité                               | Étiquette | Qualité                                          |
| ---------------------------------------- | --------------------------- | -------------------------------------- | --------- | ------------------------------------------------ |
| 1787                                     | 29 janvier 1790 (décès)     | René Séchet                            |           | syndic municipal, colonel de la milice nationale |
| 1790-1791                                |                             | Victor-Paul Herbault                   |           | notaire                                          |
| 1792                                     | an IV                       | Gabriel-Pierre Cochon-Hervé            |           |                                                  |
| an IV                                    |                             | René Clavreul                          |           |                                                  |
| 1er messidor an VIII (20 juin 1800)      |                             | Louis-Robert Lerocher                  |           |                                                  |
| 14 mai 1807                              |                             | Étienne Idrac                          |           |                                                  |
| 10 février 1813                          |                             | René Clavreul                          |           |                                                  |
| 10 septembre 1816                        |                             | Pierre-Édouard Persac                  |           |                                                  |
| 6 mars 1827                              |                             | Félix-Augustin de La Forest d'Armaillé |           |                                                  |
| 2 novembre 1830                          |                             | Louis Jamet                            |           |                                                  |
| 1845                                     |                             | Félix-Augustin de La Forest d'Armaillé |           |                                                  |
| 6 septembre 1848                         |                             | Jean Tessier                           |           |                                                  |
| novembre 1862                            |                             | Augustin Libaud                        |           |                                                  |
| 11 janvier 1859                          |                             | Jean Coulon                            |           |                                                  |
| 1872                                     |                             | Félix Cailleau                         |           |                                                  |
| 1876                                     |                             | Pierre Breton                          |           |                                                  |
| 1878                                     | 1881                        | Jean Rondenet                          |           |                                                  |
| 11 août 1895                             | 1912                        | Jean Tiffoine                          |           |                                                  |
| 1912                                     | 1919                        | Alphonse Tortou                        |           |                                                  |
| 1919                                     | 1er juillet 1929 (décès)    | André Combier                          |           |                                                  |
| 11 août 1929                             | 1935                        | René Morisseau                         |           |                                                  |
| 1935                                     | 19 mai 1938 (décès)         | Louis Letheulle                        |           |                                                  |
| 10 juillet 1938                          | 1944                        | Aristide Percher                       |           |                                                  |
| 1944                                     | 1947                        | Louis Pavillon                         |           |                                                  |
| 1947                                     | 1965                        | Henri Têtedoie                         |           |                                                  |
| 1965                                     | 1983                        | André Gribius                          |           | général en retraite                              |
| 1983                                     | 1995                        | Jean Darchis                           |           |                                                  |
| 1995                                     | 2001                        | Roger Lefèvre                          |           |                                                  |
| mars 2001                                | mars 2008                   | Jean-Michel Breau                      |           | exploitant maraîcher                             |
| mars 2008                                | mars 2014                   | Jean-Pierre Jonval                     |           |                                                  |
| mars 2014                                | mai 2020                    | Christiane Pelletier                   | DVD       |                                                  |
| mai 2020                                 | En cours (au 1er juin 2020) | Jean-François Miglierina               | DVD       |                                                  |
| Les données manquantes sont à compléter. |                             |                                        |           |                                                  |

### Intercommunalité
La commune est membre de la communauté d'agglomération Saumur Val de Loire. Elle était précédemment membre de la communauté d'agglomération de Saumur Loire Développement, elle-même membre du syndicat mixte Pays Saumurois.

### Autres circonscriptions
Villebernier est chef-lieu d'un canton en 1790, puis appartient au canton de Saumur de 1791 à 1800, au canton de Saumur nord-est de 1801 à 1967 et au canton d'Allonnes en 1968, dans l'arrondissement de Saumur,. Ce canton compte alors sept communes. Dans le cadre de la réforme territoriale, un nouveau découpage territorial pour le département de Maine-et-Loire est défini par le décret du 26 février 2014. La commune est alors rattachée au canton de Longué-Jumelles, avec une entrée en vigueur au renouvellement des assemblées départementales de 2015.

## Population et société

### Démographie

#### Évolution démographique
L'évolution du nombre d'habitants est connue à travers les recensements de la population effectués dans la commune depuis 1793. Pour les communes de moins de 10 000 habitants, une enquête de recensement portant sur toute la population est réalisée tous les cinq ans, les populations de référence des années intermédiaires étant quant à elles estimées par interpolation ou extrapolation. Pour la commune, le premier recensement exhaustif entrant dans le cadre du nouveau dispositif a été réalisé en 2004.

En 2022, la commune comptait 1 462 habitants, en évolution de −5,06 % par rapport à 2016 (Maine-et-Loire : +2,12 %, France hors Mayotte : +2,11 %).
| 1793 | 1800  | 1806  | 1821  | 1831  | 1836  | 1841  | 1846  | 1851  |
| ---- | ----- | ----- | ----- | ----- | ----- | ----- | ----- | ----- |
| 969  | 1 096 | 1 027 | 1 215 | 1 340 | 1 312 | 1 398 | 1 402 | 1 380 |

| 1856  | 1861  | 1866  | 1872  | 1876  | 1881  | 1886  | 1891 | 1896 |
| ----- | ----- | ----- | ----- | ----- | ----- | ----- | ---- | ---- |
| 1 282 | 1 225 | 1 228 | 1 142 | 1 071 | 1 064 | 1 014 | 978  | 930  |

| 1901 | 1906 | 1911 | 1921 | 1926 | 1931 | 1936 | 1946 | 1954  |
| ---- | ---- | ---- | ---- | ---- | ---- | ---- | ---- | ----- |
| 918  | 899  | 836  | 827  | 782  | 795  | 865  | 949  | 1 041 |

| 1962  | 1968  | 1975  | 1982  | 1990  | 1999  | 2004  | 2006  | 2009  |
| ----- | ----- | ----- | ----- | ----- | ----- | ----- | ----- | ----- |
| 1 097 | 1 137 | 1 162 | 1 245 | 1 306 | 1 349 | 1 396 | 1 388 | 1 445 |

| 2014  | 2019  | 2022  | - | - | - | - | - | - |
| ----- | ----- | ----- | - | - | - | - | - | - |
| 1 501 | 1 437 | 1 462 | - | - | - | - | - | - |

#### Pyramide des âges
La population de la commune est relativement jeune.
En 2018, le taux de personnes d'un âge inférieur à 30 ans s'élève à 34,9 %, soit en dessous de la moyenne départementale (37,2 %). À l'inverse, le taux de personnes d'âge supérieur à 60 ans est de 28,4 % la même année, alors qu'il est de 25,6 % au niveau départemental.
En 2018, la commune compte 726 hommes pour 738 femmes, soit un taux de 50,41 % de femmes, légèrement inférieur au taux départemental (51,37 %).
Les pyramides des âges de la commune et du département s'établissent comme suit.
| Hommes | Classe d’âge | Femmes |
| ------ | ------------ | ------ |
| 0,7    | 90 ou +      | 1,1    |
| 8,8    | 75-89 ans    | 8,8    |
| 19,6   | 60-74 ans    | 17,8   |
| 19,8   | 45-59 ans    | 22,0   |
| 14,7   | 30-44 ans    | 16,7   |
| 15,8   | 15-29 ans    | 13,9   |
| 20,5   | 0-14 ans     | 19,6   |

| Hommes | Classe d’âge | Femmes |
| ------ | ------------ | ------ |
| 0,9    | 90 ou +      | 2,1    |
| 7      | 75-89 ans    | 9,5    |
| 16,2   | 60-74 ans    | 16,9   |
| 19,4   | 45-59 ans    | 18,7   |
| 18,2   | 30-44 ans    | 17,5   |
| 18,8   | 15-29 ans    | 17,6   |
| 19,5   | 0-14 ans     | 17,6   |

## Économie
Sur 86 établissements présents sur la commune à fin 2010, 36 % relèvent du secteur de l'agriculture (pour une moyenne de 17 % sur le département), 7 % du secteur de l'industrie, 12 % du secteur de la construction, 37 % de celui du commerce et des services et 8 % du secteur de l'administration et de la santé. Fin 2015, sur les 78 établissements actifs, 50 % relèvent du secteur de l'agriculture (pour 11 % sur le département), 8 % du secteur de l'industrie, 6 % du secteur de la construction, 9 % de celui du commerce et des services et 27 % du secteur de l'administration et de la santé.

## Culture locale et patrimoine

### Lieux et monuments
- L'église romane Saint-Mainbœuf (inscrite monument historique)[18], avec nef du XIIe siècle[16].
- Le manoir de Launay (classé monument historique)[20], édifice construit au début du XVe siècle et acquit en 1444 par le roi René qui y séjourne plusieurs fois[37].
- La chapelle Notre-Dame-des-Eaux, du XIXe siècle, établie à l'emplacement où s'arrêta les eaux d'inondation de la Loire en 1843, épargnant le bourg[16].